# Kalliapseudes makrothrix
Kalliapseudes makrothrix is een naaldkreeftjessoort uit de familie van de Kalliapseudidae. De wetenschappelijke naam van de soort en het geslacht Kalliapseudes is voor het eerst geldig gepubliceerd in 1910 door Thomas Roscoe Rede Stebbing. Een specimen van de soort met een lengte van 5,25 mm werd verzameld aan de kust van Oost-Afrika door Cyril Crossland in 1901-1902 in Wasin, een plaatsje in de huidige Keniaanse provincie Pwani (Coast).